# Jaroslav Matoušek
Jaroslav Matoušek (* 7. April 1951 in Trutnov) ist ein ehemaliger tschechoslowakischer Sprinter.
1972 wurde er bei den Olympischen Spielen in München Vierter in der 4-mal-100-Meter-Staffel und erreichte über 100 m sowie über 200 m das Halbfinale.
Bei den Leichtathletik-Europameisterschaften 1974 wurde er Achter in der 4-mal-100-Meter-Staffel und schied über 200 m im Vorlauf aus.

## Persönliche Bestzeiten
- 100 m: 10,1 s, 10. Juni 1972, Prag
- 200 m: 20,65 s, 3. September 1972, München